# Frontera entre Birmania e India
La frontera entre Birmania e India es el lindero internacional de 1 463 kilómetros de longitud que separa los territorios de Birmania y la India. Comienza al norte en el trifinio de la frontera con China y termina al sur en el trifinio de la frontera bangladesa. Una parte de su trazado está formada por el río Kaladan, otra por la cordillera Arakan (Patkai y montes Chin).

## La barrera indo-birmana
Larga y accidentada, la frontera es también muy pobre. Existe criminalidad transfronteriza y diferentes tipos de tráfico: falsificación de productos, armas, dinero, drogas, etc. La Oficina de las Naciones Unidas contra la Droga y el Delito (ONUDC) y el Órgano Internacional de Control de Estupefacientes (OICS) previenen que el mal estado de las instalaciones aduaneras incrementa el narcotráfico. Durante los años 2001-2003, las fuerzas indias de seguridad pusieron en entredicho también la porosidad de la frontera debido a 200 muertes relacionadas con insurrecciones locales.
Ambos gobiernos efectuaron estudios conjuntos durante seis meses antes de planear la edificación de una barrera en la frontera. La construcción de ésta ha comenzado en marzo de 2003.

### Protestas
En 2004, la construcción fue interrumpida en el estado indio de Manipur, debido a manifestaciones organizadas por las comunidades Tangkhul, Kuki y Naga. Según ellas, una gran franja de tierra resultaría en su detrimento, pues quedaría en el lado birmano. Las manifestaciones de los habitantes de las regiones de Moreh, Chorokhunou y Molchan han obligado el ejecutivo de Manipur a encargarse de la cuestión. La barrera va a dividir varias etnias, como los Lushei, los Nagas, los Chin y los Kukis, cuyas tierras se extienden ambos lados de la frontera.
También se reportó en 2007 que en Manipur impugnaron parte del trazado en lo relativo a nueve hitos fronterizos.

## Puntos de pasaje
- Tamu